# (33029) 1997 QV
(33029) 1997 QV est un astéroïde de la ceinture principale d'astéroïdes découvert en 1997.

## Description
(33029) 1997 QV a été découvert le 25 août 1997 à Lake Clear par Kurtis A. Williams.

### Caractéristiques orbitales
L'orbite de cet astéroïde est caractérisée par un demi-grand axe de 2,32 ua, un périhélie de 1,91 ua, une excentricité de 0,18 et une inclinaison de 10,51° par rapport à l'écliptique. Du fait de ces caractéristiques, à savoir un demi-grand axe compris entre 2 et 3,2 ua et un périhélie supérieur à 1,666 ua, il est classé, selon la JPL Small-Body Database, comme objet de la ceinture principale d'astéroïdes.

### Caractéristiques physiques
(33029) 1997 QV a une magnitude absolue (H) de 15,8 et un albédo estimé à 0,325.